# Wojciech Drzyzga
Pour les articles homonymes, voir Stelmach.
Wojciech Drzyzga est un ancien joueur désormais entraîneur polonais de volley-ball né le 7 octobre 1958 à Varsovie (voïvodie de Mazovie). Il mesure 1,98 m et jouait passeur. Il totalise 291 sélections en équipe de Pologne.

## Biographie
Il est le père de Fabian et de Tomasz Drzyzga, également joueurs professionnels de volley-ball.

## Clubs

### Joueur
| Club           | De        | À         |
| -------------- | --------- | --------- |
| Legia Varsovie | 1977-1978 | 1984-1985 |
| Bursa BB       | 1985-1986 | 1985-1986 |
| JSA Bordeaux   | 1986-1987 | 1990-1991 |

### Entraîneur
| Club           | De        | À         |
| -------------- | --------- | --------- |
| Legia Varsovie | 1992-1993 | 1996-1997 |
| Jadar Radom    | 1999-2000 | 2001-2002 |
| AZS Olsztyn    | 2002-2003 | 2002-2003 |

## Palmarès

### Joueur
- Championnat de France
  - Finaliste : 1991
- Championnat de Turquie
  - Finaliste : 1986
- Championnat de Pologne (2)
  - Vainqueur : 1983, 1984
  - Finaliste : 1981, 1982, 1985
- Coupe de France  (1)
  - Vainqueur : 1990
- Coupe de Pologne (1)
  - Vainqueur : 1984

### Entraîneur
- Championnat de Pologne
  - Finaliste : 1995